# 大森隆裕
大森 隆裕（おおもり たかひろ、1969年（昭和44年）4月27日 - は、日本のアニメーション作家。演出家。実業家。
徳島文理大学文学部卒業。岡山県立金川高等学校卒業。岡山県岡山市出身。

## 経歴
岡山県岡山市出身。岡山市立岡輝中学校・岡山県立金川高等学校を卒業後、徳島文理大学文学部に進学し卒業。
1987年（昭和62年）、16ミリ劇場用作品「野望は小洞にはばかる」で脚本、監督としてデビューする。同年、同じく16ミリ劇場用作品「マイパートナー」、「TANTEIDOKORO」を発表。
これまでに「チエちゃん奮戦記 じゃりン子チエ」、「それいけ!アンパンマン」、「ルパン三世」、「超電動ロボ 鉄人28号FX」、「アニマニアックス」、「魔法騎士レイアース」などのアニメーション制作に参加した。
2004年（平成16年）より「大森新舎」を立ち上げフリーの脚本家となる。2009年（平成21年）にオフィス大森ムービーを設立。